# Condobolin
Condobolin är en ort i Australien. Den ligger i kommunen Lachlan och delstaten New South Wales, i den sydöstra delen av landet, omkring 390 kilometer väster om delstatshuvudstaden Sydney.
Trakten runt Condobolin är nära nog obefolkad, med mindre än två invånare per kvadratkilometer..
Trakten runt Condobolin består till största delen av jordbruksmark. Genomsnittlig årsnederbörd är 550 millimeter. Den regnigaste månaden är februari, med i genomsnitt 120 mm nederbörd, och den torraste är oktober, med 11 mm nederbörd.